# Christian Schwägerl

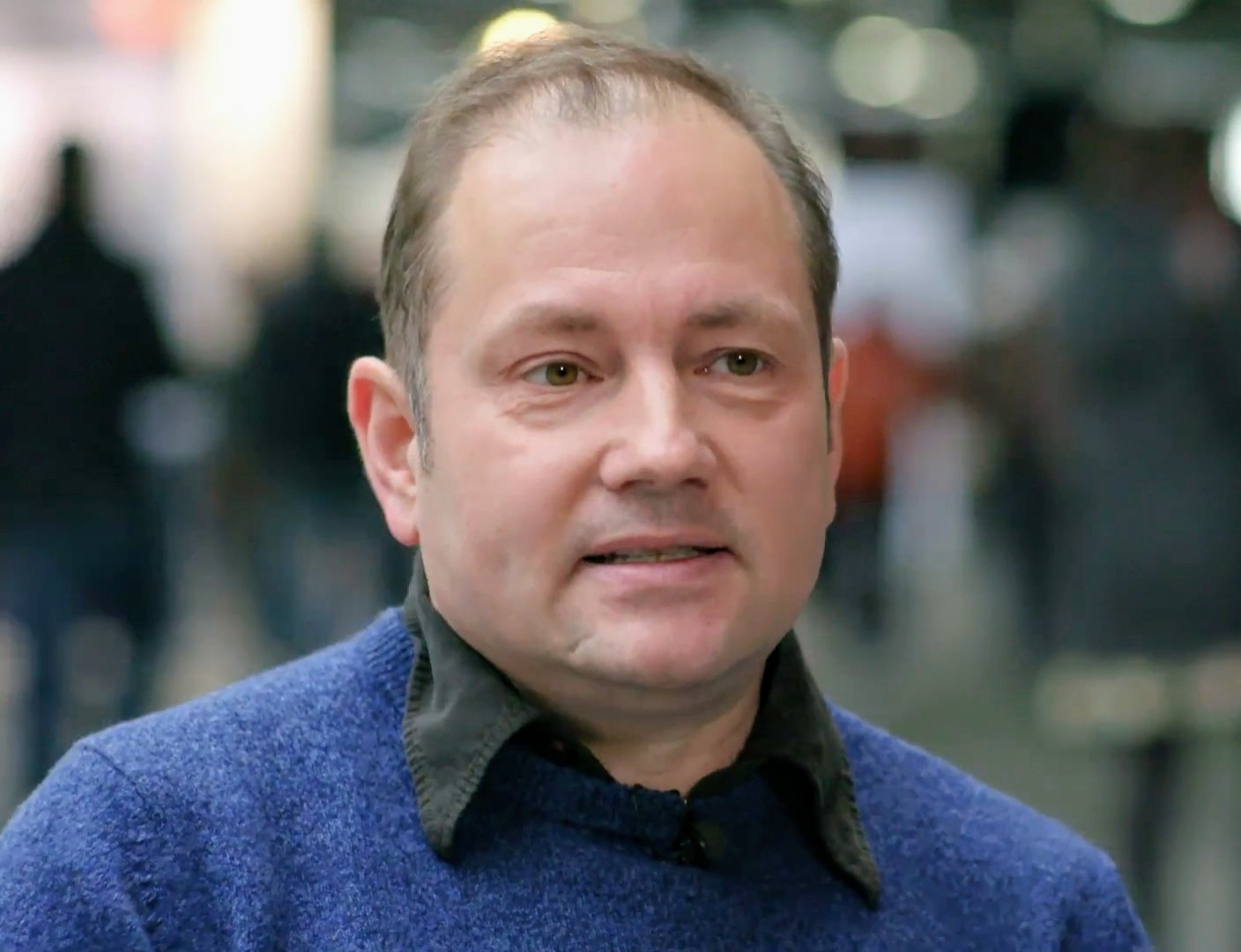
Christian Schwägerl (2017)

Christian Schwägerl (* 1968 in Weiden in der Oberpfalz) ist ein deutscher Wissenschafts-, Politik- und Umweltjournalist sowie Autor.

## Biografie
Christian Schwägerl sammelte seine ersten journalistischen Erfahrungen bei der Lokalzeitung Der neue Tag. 1988 richtete die Körber-Stiftung einen Geschichtswettbewerb des Bundespräsidenten aus und Schwägerl unternahm mit einem Stipendium eine Recherchereise nach Neuseeland. Für seine Reportage erhielt er die Herbert-Weichmann-Medaille für journalistische Talente. Von 1989 bis 1990 absolvierte er eine Ausbildung zum Redakteur an der Deutschen Journalistenschule in München. Sein Studium der Biologie an der Freien Universität Berlin schloss er 1996 mit dem Master of Science an der University of Reading ab. Während des Studiums war er als freier Mitarbeiter für die Zeitschrift GEO und die Süddeutsche Zeitung tätig.
Im Jahre 1997 trat er in Bonn in die Parlamentsredaktion der Berliner Zeitung ein. Von 2001 bis 2007 arbeitete er für die Frankfurter Allgemeine Zeitung im Bereich Feuilleton und in den Ressorts Politik und „Natur und Wissenschaft“. Von 2008 bis 2012 betreute er die Bereiche Umwelt-, Energie- und Forschungspolitik im Hauptstadtbüro des Nachrichtenmagazins Der Spiegel. Seit 2012 arbeitet Schwägerl als freier Autor und Journalist. Zudem gehört er zu den Leitern des "Anthropozän-Projekts" am Berliner Haus der Kulturen der Welt und ist externer Kurator für die Sonderausstellung zum Anthropozän am Deutschen Museum München.
Schwägerl schreibt seit mehr als 20 Jahren über Umweltthemen. Hierfür erhielt er mehrere Auszeichnungen.
Im September 2010 erschien im Riemann-Verlag Schwägerls erstes Buch  Menschenzeit – Zerstören oder gestalten? Die entscheidende Epoche unseres Planeten. Es baut auf der Forderung des Chemie-Nobelpreisträgers Paul J. Crutzen auf, unser Erdzeitalter von Holozän in Anthropozän („Zeitalter des Menschen“) umzubenennen, weil der Mensch durch sein Bewusstsein, durch Technik und das Wachstum von Bevölkerung und Wirtschaft die Erde langfristig und irreversibel umgestaltet.
Globale Erwärmung, Artenschwund und Überfischung nennt Schwägerl als Belege dafür, dass der Mensch seiner neuen Rolle als Weltbeherrscher bislang nicht gewachsen ist. Dafür bedarf es seiner Ansicht nach eines kulturellen und gesellschaftlichen Reifungsprozesses, der zum einen mit bewusster Mäßigung (etwa beim Energie- und Fleischkonsum) und zum anderen mit einer wissenschaftlich-technologischen Offensive zu schaffen sei. Schwägerl entwickelt die Idee eines „Biofuturismus“, bei dem die Kräfte von Wissenschaft und Technik in den Dienst der Biosphäre gestellt werden.
Das Buch wurde am 27. September 2010 vom Chef des Uno-Umweltprogramms, Achim Steiner, der Öffentlichkeit vorgestellt. Er würdigte es als ein „intellektuell anspruchsvolles Buch“ sowie als „Werk eines Vaters, der seinen Kindern erklärt, was mit unserer Erde passiert“.
Im Januar 2011 veröffentlichten Schwägerl und Crutzen gemeinsam einen Essay, in dem sie die Anthropozän-Idee beschreiben.
Schwägerl schrieb zusammen mit dem Journalisten Andreas Rinke das 2012 erschienene Buch 11 drohende Kriege. Darin werden Konfliktszenarien für das 21. Jahrhundert in Feldern wie Weltraum, Ernährung, Informationstechnologie, Gehirnforschung und Demografie umrissen.
2017 war er einer der Gründer der RiffReporter und gehört dort seither zum Vorstand. 2020 wurde er zusammen mit Joachim Budde für den bei den RiffReportern erschienenen Artikel "Streeck, Laschet, StoryMachine: Schnelle Daten, pünktlich geliefert" mit dem 2. Preis des Otto-Brenner-Preises ausgezeichnet. Die Jury urteilte, dass Schwägerl und Budde mit "beißender Präzision" rekonstruiert hätten, "wie sich ein international renommierter Virologe und dessen Team für die Interessen des nordrhein-westfälischen Ministerpräsidenten sowie der Sponsoren einer PR-Firma einspannen ließen, weil sie ihre Forschung nach ihren persönlichen Einschätzungen ausrichteten anstatt ergebnisoffen zu forschen, wie es ihre Aufgabe ist". Der Artikel sei "ein herausragendes Lehrstück [...], wie wichtig guter Journalismus ist, um schlechte Wissenschaft als solche zu entlarven".

## Auszeichnungen (Auswahl)
- 1988: Herbert-Weichmann-Medaille für journalistische Talente
- 2007: Georg von Holtzbrinck Preis für Wissenschaftsjournalismus[5]
- 2008: IUCN-Reuters Media Award for Excellence in Environmental Reporting[6]
- 2009: Econsense-Journalistenpreis für Nachhaltigkeit[7]
- 2016: Fellow zu „Journalismus im Anthropozän“ am Institute for Advanced Sustainability Studies, Potsdam
- 2016: Publikationspreis des Deutschen Museums für „Willkommen im Anthropozän“
- 2017: Netzwende Award für die Gründung der RiffReporter
- 2017: Wissenschaftsjournalist des Jahres, Medium Magazin
- 2018: Grimme Online Award
- 2020: Otto-Brenner-Preis, 2. Preis[3]
- 2021: Umweltmedienpreis der Deutschen Umwelthilfe in der Kategorie online[8]

## Publikationen
- Menschenzeit: Zerstören oder gestalten? Die entscheidende Epoche unseres Planeten. Riemann Verlag, München 2010, ISBN 978-3-570-50118-4.
- Christian Schwägerl, Andreas Rinke: 11 drohende Kriege: Die künftigen Konflikte um Technologien, Rohstoffe, Demographie und Nahrung. C. Bertelsmann, München 2012, ISBN 978-3-570-10120-9.
- Die analoge Revolution – Wenn Technik lebendig wird und die Natur mit dem Internet verschmilzt. Riemann-Verlag, 2014, ISBN 978-3-570-50137-5.[9]
- The Anthropocene. The human era and how it shapes our planet. Synergetic Press, 2014.
- Nina Möllers, Christian Schwägerl, Helmuth Trischler (Hrsgs.): Willkommen im Anthropozän. Unsere Verantwortung für die Zukunft der Erde. München 2015, ISBN 978-3-940396-48-8.
- Christian Schwägerl (Hrsg.): Die Flugbegleiter. Von einem Geier, der Frieden stiftet, Hightech-Störchen und andere Reportagen über Vögel und Menschen. Stuttgart 2020, ISBN 978-3-440-16972-8.